# Meerenberg-arrest
Het Meerenberg-arrest (HR 13 januari 1879, W 4330) is een belangrijk arrest van de Nederlandse Hoge Raad dat tot gevolg had dat de bevoegdheid van de uitvoerende macht met betrekking tot het stellen van rechtsregels werd beperkt ten gunste van de formele wetgever. Het Meerenberg-arrest is het historisch-juridisch fundament van het legaliteitsbeginsel in Nederland.

## Casus
Aanleiding voor het Meerenberg-arrest was de vervolging van bestuursleden van het deftige toenmalige gesticht voor krankzinnigen "Meerenberg" te Bloemendaal, die geweigerd hadden een bevolkingsregister aan te leggen en door te geven aan de instanties. Daarmee hadden de bestuurders een Koninklijk Besluit overtreden. De beruchte  Blanketwet van 6 maart 1818 stelde overtreding van dergelijke door de Kroon vastgestelde regelingen strafbaar. Zo kon de Kroon, waaraan sedert 1840 formeel slechts uitvoerende macht toekwam, middels algemene maatregelen van bestuur regels uitvaardigen waarop straffen stonden. Op dergelijke wijze ontweken zij de parlementaire procedure die noodzakelijk is voor de totstandkoming van een wet in formele zin. De rechtbank te Haarlem sprak evenwel de heren bestuurders vrij, op grond van het feit dat de regeling die zij overtreden hadden niet op een wet gebaseerd was en derhalve onverbindend. De officier van justitie ging in cassatie.

## Hoge Raad
De Hoge Raad stelde in het Meerenberg-arrest vast dat "de Grondwet [d.i. de Grondwet van 1848] het aan den Koning en aan den algemeenen wetgever toekomende gezag naauwkeurig onderscheidt. dat volgens art. 104 de wetgevende magt beoefend wordt door den Koning en de Staten-Generaal gezamenlijk, terwijl (...) bij art. 54 den Koning geene wetgevende, maar uitvoerende magt wordt toegekend." Vervolgens stelt de Hoge Raad  vast dat uit de afwezigheid van bepalingen in de Grondwet of enig andere wet, omtrent de zelfstandige macht van de Koning om regels voor het inwendige bestuur te stellen, niet kan worden opgemaakt dat de koning die macht zou bezitten, zodat «het niet de vraag is of die bevoegdheid den Koning door eenige uitdrukkelijk bepaling ontzegd, maar of zij hem toegekend zij.» De Hoge Raad concludeerde kortom dat aan de koning geen bevoegdheden tot wet- of regelgeving kunnen worden toegeschreven die hem niet uitdrukkelijk in de Grondwet of door delegatie in de wet in formele zin zijn verleend. Ook de blanketwet van 6 maart 1818 kon niet geacht worden enige algemene en onbepaalde bevoegdheid tot regelgeving aan de koning te verlenen. Zij diende te worden opgevat in die zin dat zij "voor al de gevallen, waarin eenige wet aan den Koning de bevoegdheid verleent, om de daarbij bijzonder aangewezene bepalingen te maken, aan de overtreding dier bepalingen eens en voor al de in het artikel genoemde straffen verbindt".
Als gevolg van dit oordeel van de Hoge Raad werd het door de Staat aangevoerde cassatiemiddel ongegrond verklaard en bleef de vrijspraak gehandhaafd.

## Gevolgen tot 1887
Het Meerenberg-arrest leidde tot een beperking van de mogelijkheden van de koning om bij algemene maatregelen van (inwendig) bestuur regels te stellen zonder dat daarvoor een expliciete grondslag te vinden is in de Grondwet of in een wet in formele zin. Voor het Meerenberg-arrest gold de regel dat wanneer de Grondwet niet een bepaalde bevoegdheid uitdrukkelijk aan een ander orgaan had toebedeeld, deze bevoegdheid aan de koning toekwam. Sinds het Meerenberg-arrest komen enkel bevoegdheden aan de koning toe indien de Grondwet die uitdrukkelijk aan hem toekent.

## Na 1887
In 1887 werd in de Grondwet opgenomen dat voorschriften in algemene maatregelen van bestuur, door straffen te handhaven, daarin alleen gegeven mogen worden krachtens de wet. 
In de huidige Nederlandse Grondwet is het als volgt geformuleerd in artikel 89 lid 1 en 2:

1. Algemene maatregelen van bestuur worden bij koninklijk besluit vastgesteld.
2. Voorschriften, door straffen te handhaven, worden daarin alleen gegeven krachtens de wet. De wet bepaalt de op te leggen straffen.

Er zijn twee veranderingen ten opzichte van het Meerenberg-arrest. Enerzijds moeten alle voorschriften, door straffen te handhaven, berusten op de wet in formele zin. Het gegeven dat de Grondwet op een bepaald gebied delegatie aan de regering toestaat, is in deze dus niet voldoende. Anderzijds is delegatie in de wet in formele zin vanaf 1887 niet meer nodig is voor algemene Maatregelen van bestuur waaraan geen straffen verbonden zijn. Voor zover de Grondwet zwijgt over een bepaald terrein kan de regering in principe zelfstandige algemene maatregelen van Bestuur uitvaardigen, zolang ze geen voorschriften bevatten, door straffen te handhaven. Dit lijkt een verzwakking te zijn van de praktijk die volgde uit het Meerenberg-arrest. De realiteit is evenwel dat een algemene maatregel van bestuur waaraan geen enkele straf verbonden is, een nogal loos middel is. Bovendien blijkt ook uit jurisprudentie (bijvoorbeeld het Fluorideringsarrest) dat algemene maatregelen van bestuur met een verstrekkende werking steeds op delegatie van de formele wetgever dienen te berusten. Ook voor maatregelen die door bestuursdwang gehandhaafd worden is zulks een vereiste (zie artikel 5:4 Algemene wet bestuursrecht). Daarom berusten tegenwoordig vrijwel alle maatregelen van bestuur met een externe werking op delegatie van de formele wetgever. 
Het Meerenberg-arrest heeft een belangrijke rol gespeeld in de versterking van de positie van de formele wetgever tegenover de regering.